# Teknisk Gymnasium Viby
Aarhus Gymnasium i Viby (i daglig tale "AGV") er indtil august 2025 et af de to tekniske gymnasier i Aarhus, hvor unge kunne tage HTX-uddannelsen, også kendt som Højere teknisk eksamen. Med lukningen af HTX i Viby er det kun muligt at tage uddannelsen på Aarhus Gymnasiums afdeling i Aarhus C.
Gymnasiet blev bygget i 1996 og var beliggende på Hasselager Allé 10 i Viby J. efter tegninger af arkitektfirmaet C.F. Møller.